# Gordon D'Arcy
Gordon William D'Arcy (Wexford, 10 febbraio 1980) è un ex rugbista a 15 irlandese, che in tutta la sua carriera ha giocato nel ruolo di tre quarti centro con il Leinster. È stato anche un internazionale con l'Irlanda dal 1999 al 2015, anno del suo ritiro.

## Biografia
Inizialmente impiegato come estremo ai tempi in cui militava al Clongowes Wood College, all'età di 18 anni D'Arcy debuttò nel rugby professionistico entrando nel Leinster.
Il 15 ottobre 1999 giunse anche il debutto con la nazionale irlandese contro la Romania durante la fase a gironi della Coppa del Mondo di rugby 1999.
D'Arcy vinse il suo primo trofeo di club conquistando la Celtic League 2001-02 con un ruolo decisivo nella finale vinta 24-20 contro il Munster, avendo marcato una meta giocando all'ala.
Dal 2004 D'Arcy fu il primo centro titolare dell'Irlanda, formando, con il secondo centro Brian O'Driscoll, una stabile coppia che scese in campo in 50 occasioni.
A coronamento delle sue brillanti prestazioni nel Sei Nazioni 2004 D'Arcy fu votato migliore giocatore del torneo.
In quello stesso anno fu anche candidato al premio come miglior giocatore IRB dell'anno.
L'anno successivo partecipò al tour dei British and Irish Lions giocando nella partita pareggiata 25-25 contro l'Argentina.
D'Arcy fu nuovamente votato come migliore giocatore del Sei Nazioni durante l'edizione 2007 del torneo e partecipò successivamente alla Coppa del Mondo in Francia; dopo un lungo infortunio fece anche parte della squadra irlandese che conquistò il Grande Slam nel 2009.
Ancora nel 2009 vinse la sua prima Heineken Cup con il Leinster; lo stesso mese fu convocato dai Barbarians per giocare contro Inghilterra e Australia, mentre a giugno partecipò al tour in Sudafrica dei British and Irish Lions non collezionando però alcuna presenza nei test match ufficiali.
Nel 2011 prese parte alla sua terza Coppa del Mondo, mentre nel 2014 vinse il suo secondo Sei Nazioni con l'Irlanda.
Del maggio 2015 è la decisione di Gordon D'Arcy di ritirarsi dal rugby alla fine dell'ottobre successivo, ovvero al termine della Coppa del Mondo di rugby 2015.

## Palmarès
- Heineken Cup: 3
Leinster: 2008-09, 2010-11, 2011-12
- Challenge Cup: 1
Leinster: 2012-13
- Pro12: 3
Leinster: 2001–02, 2007–08, 2011–12